# Гулло
Гу́лло (ест. Hullo küla, швед. Hullo) — село в Естонії, адміністративний центр волості Вормсі повіту Ляенемаа.

## Населення
Чисельність населення на 31 грудня 2011 року становила 99 осіб.

## Географія
Село розташоване в південній частині острова Вормсі.
Через село проходять автошляхи 16131 та 16132.

## Транспорт
У селі діє аеродром (Vormsi lennuväli).

## Пам'ятки
- Лютеранська кірха святого Олава (Vormsi kirik)
- Православна церква Воскресіння Господнього (Vormsi Issanda Ülestõusmise kirik)
- Історичне кладовище Вормсі (Vormsi kalmistu)

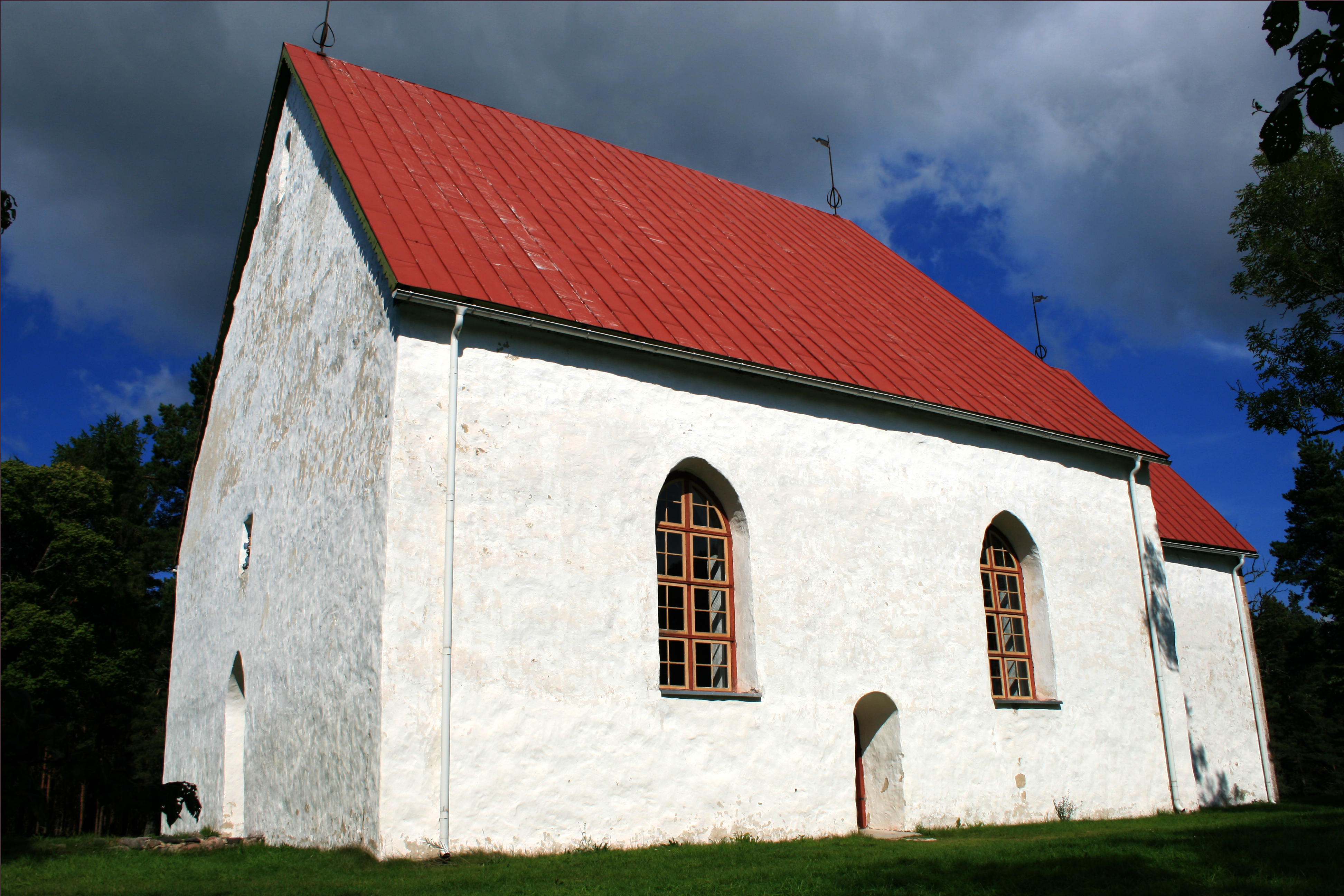
Кірха
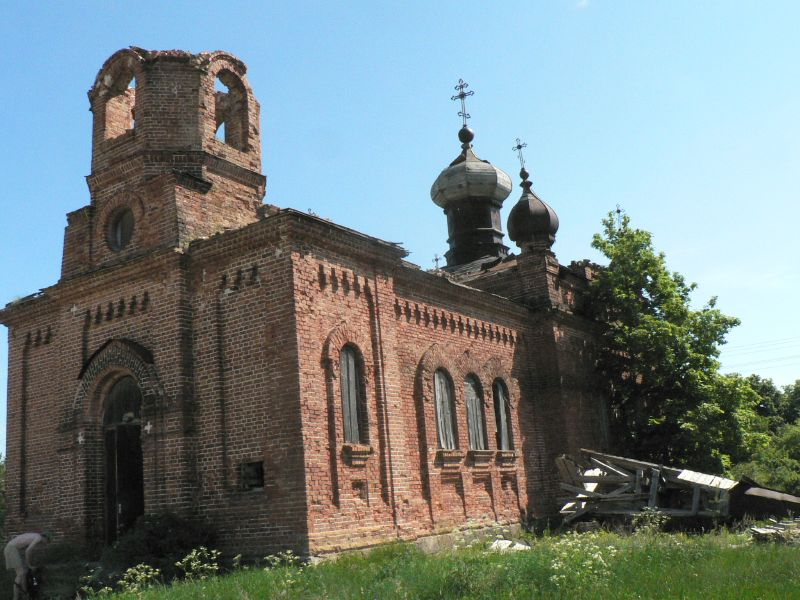
Православна церква
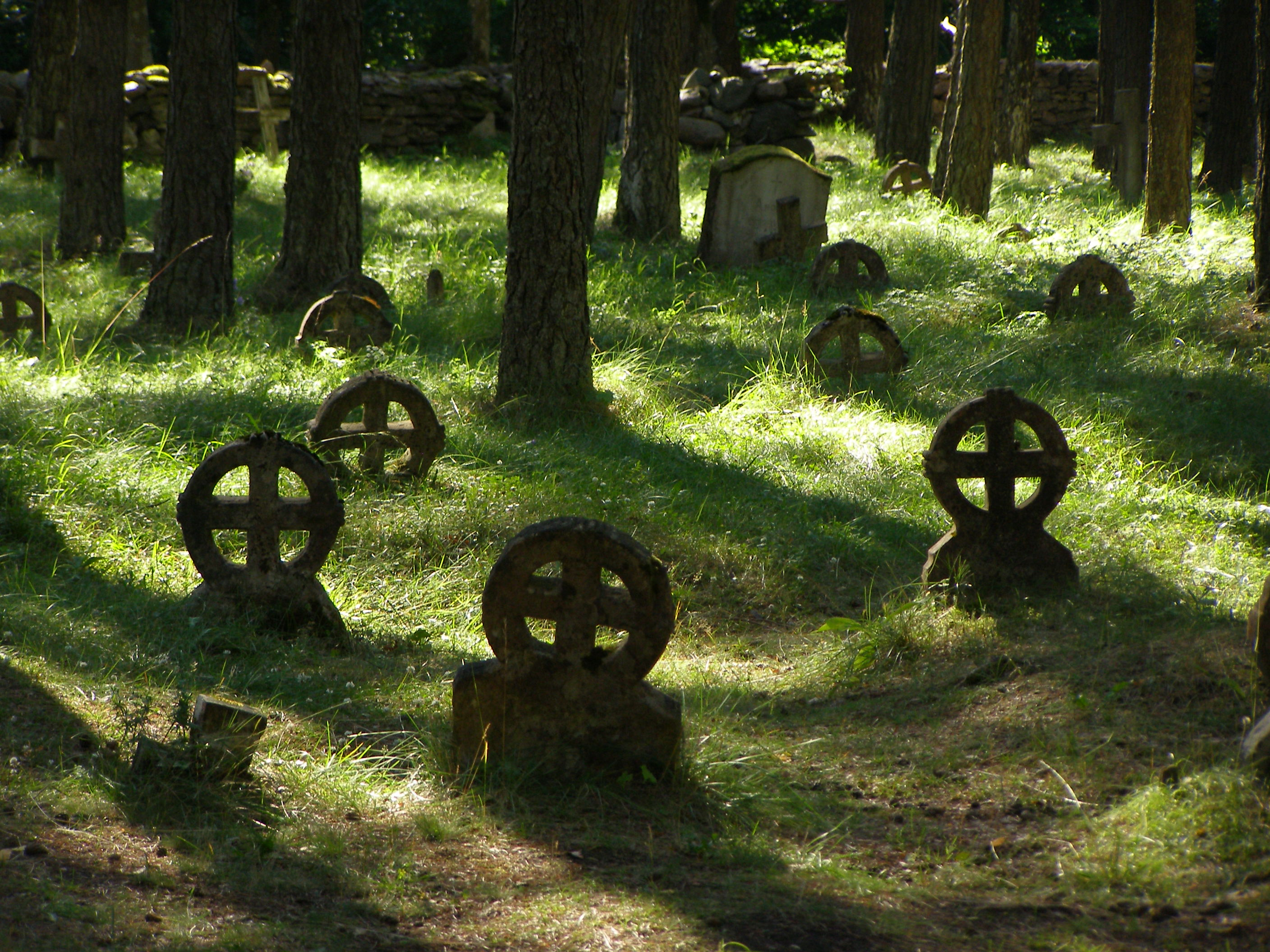
Кладовище Вормсі
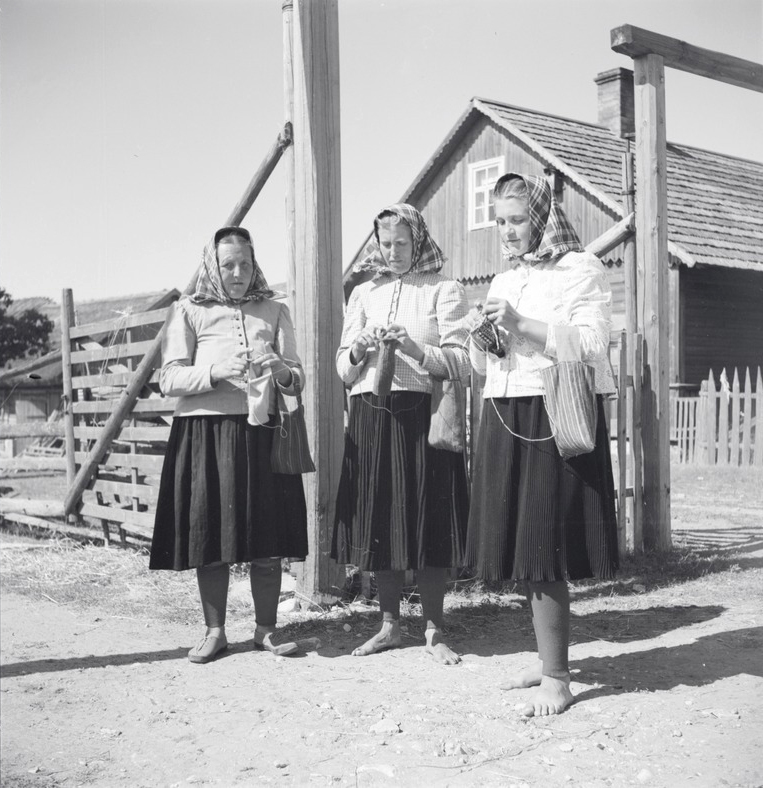
Сільські жінки (Карл Сарап, 1930-ті роки)